# Drepanornis
Drepanornis P.L. Sclater, 1873 è un genere di uccelli passeriformi della famiglia Paradisaeidae.

## Etimologia
Il nome scientifico del genere deriva dall'unione delle parole greche δρέπανον (drépanon, "falce") e ὀρνις (ornis, "uccello"), col significato di "uccello falce", in riferimento al lungo becco ricurvo.

## Descrizione
Gli uccelli del paradiso dal becco a falce possono ricordare a prima vista delle nettarinie o ancor più delle false nettarinie, per l'aspetto massiccio, il lungo becco ricurvo e la coda corte, mentre le dimensioni di questi uccelli (circa 35 cm, coi maschi leggermente più grandi e massicci rispetto alle femmine) siano ben maggiori rispetto alle piccole nettarinie.

Come osservabile in quasi tutti gli uccelli del paradiso, anche in quelli dal becco a falce è presente dimorfismo sessuale: rispetto alle femmine, i maschi presentano colorazione di petto, ventre e fianchi più brillante, penne proprio dei fianchi allungate ed erettili e caruncole colorate alla base del becco più estese.

## Distribuzione e habitat
Le paradisee dal becco a falce sono endemiche della Nuova Guinea: la specie dal becco chiaro occupa buona parte della fascia costiera settentrionale dell'isola, mentre la specie dal becco scuro ne occupa sia l'estrema parte occidentale che quella orientale. Il loro habitat è rappresentato dalla foresta pluviale, prediligendo le aree di ricrescita e colonizzando anche i campi di taglio.

## Biologia
Si tratta di uccelli diurni e solitari, abitatori della canopia. Fra gli uccelli del paradiso, si tratta probabilmente delle specie più insettivore, sebbene la frutta rappresenti comunque una buona parte della loro dieta.
Come la maggior parte degli uccelli del paradiso, anche questi uccelli sono poligini, coi maschi che si esibiscono in parate molto simili a quelle delle paradisee dal becco a falce del genere Epimachus.
La femmina, dopo l'accoppiamento, si sobbarca in completa solitudine la costruzione del nido, la cova e le cure parentali ai pulli, che sono ciechi ed implumi alla schiusa.

## Tassonomia
Se ne conoscono due specie:
- Drepanornis albertisi (Sclater, 1873) - paradisea dal becco a falce becco nero;
- Drepanornis bruijnii Oustalet, 1880 - paradisea dal becco a falce becco chiaro;

Nell'ambito della famiglia Paradisaeidae, gli uccelli del paradiso dal becco a falce formano un clade coi generi Semioptera e Lophorina-Ptiloris. Talvolta, questi uccelli vengono ascritti al genere Epimachus in un proprio sottogenere, tuttavia non sembrerebbero sussistere reali legami di parentela particolarmente stretta al di là di somiglianze morfologiche superficiali.